# Rusłan Mostowy
Rusłan Iwanowycz Mostowy, ukr. Руслан Іванович Мостовий, ros. Руслан Иванович Мостовой, Rusłan Iwanowicz Mostowoj (ur. 2 czerwca 1974 we Lwowie, zm. 26 listopada 2021) – ukraiński piłkarz, grający na pozycji obrońcy, trener piłkarski.

## Kariera piłkarska

### Kariera klubowa
Karierę piłkarską rozpoczął w klubie Karpaty Kamionka Bużańska razem z Andrijem Husinym. Następnie występował w takich klubach jak Awanhard Żydaczów, FK Lwów, Krystał Czortków, Prykarpattia Iwano-Frankowsk, Chutrowyk Tyśmienica, Podillia Chmielnicki oraz Techno-Centr Rohatyn. Zimą 2001 przeszedł do rosyjskiego klubu Spartak Nalczyk. W sezonie 2007 występował w Tomi Tomsk. W 2008 powrócił do Prykarpattia Iwano-Frankowsk, gdzie pełnił funkcje kapitana drużyny. W sezonie 2009/10 bronił barw Wołyni Łuck. Latem 2010 przeszedł do Zakarpattia Użhorod, a już we wrześniu 2010 przeniósł się do Enerhetyka Bursztyn. 31 sierpnia 2011 opuścił bursztyński klub, a w październiku 2011 podpisał nowy kontrakt z FK Lwów. Od 2012 występował w amatorskich zespołach Ruch Winniki i Zoria Horodysławyczi.

## Kariera trenerska
Jeszcze będąc piłkarzem rozpoczął pracę szkoleniową. W 2013 łączył funkcje trenerskie i piłkarskie w amatorskim zespole Zoria Horodysławyczi. Od początku 2015 roku był trenerem FK Mikołajów (obwód lwowski), od lipca – trenerem klubu Ostriw Czorny Ostriw, z którym zajął 7. miejsce w Premier-lidzee obwodu lwowskiego. Latem 2016 został zaproszony do sztabu szkoleniowego reaktywowanego FK Lwów. 10 listopada 2016 został mianowany na stanowisko głównego trenera Ruchu Winniki, którym kierował do 11 sierpnia 2017. 2 września 2020 stał na czele Prykarpattia Iwano-Frankiwsk. 1 maja 2021 został zwolniony z zajmowanego stanowiska.
Zginął tragicznie w wypadku 26 listopada 2021 roku.

## Sukcesy i odznaczenia

### Sukcesy klubowe
- wicemistrz Rosyjskiej Pierwszej Dywizji: 2005